# Lucifer (comics)
Cet article concerne le personnage DC Comics. Pour le personnage Marvel Comics, voir Lucifer (Marvel Comics).
Lucifer Samaël Morningstar est un personnage de fiction qui apparaît principalement comme personnage secondaire dans la série de bandes dessinées Sandman et comme personnage principal d'une série dérivée. Bien que DC Comics présente historiquement diverses représentations de l'ange déchu dans la Bible et le diable du christianisme Lucifer, cette interprétation de Neil Gaiman fait ses débuts dans Sandman en 1989.
Plus tard, le personnage acquiert une série dérivée à son nom, Lucifer , écrite par Mike Carey, qui décrit ses aventures notamment sur Terre et au paradis après avoir abandonné l'enfer. Lucifer apparaît également en tant que personnage secondaire dans des numéros d'Etrigan, du Spectre et d'autres bandes dessinées de l'univers DC.
En 2010, IGN désigne Lucifer comme le 68e plus grand méchant de tous les temps dans la bande dessinée.
Lucifer est apparu dans le film Constantine, interprété par Peter Stormare. 
Lucifer apparaît également comme le personnage principal dans une série télévisée, Lucifer, interprété par Tom Ellis. Le diable décide de quitter les enfers pour s'installer sur Terre à Los Angeles. Là-bas il devient patron d'un nightclub qu'il appelle le Lux. Mais son absence en enfer créé bien des problèmes, qui risquent de le rendre vulnérable surtout en présence du lieutenant de police Chloé Decker dont il tombe amoureux.
En 2019, Tom Ellis reprend son rôle pour un caméo à l'occasion du crossover Crisis on Infinite Earths où il apparaît dans la troisième partie (épisode de la série Flash ) et incarne Lucifer avant les évènements de la série.
En 2022, Lucifer est interprété par une femme, Gwendoline Christie, dans la série Netflix Sandman.